# Вячеславский сельский совет (Приморский район)
Вячеславский сельский совет (укр. Вячеславська сільська рада) — входит в состав
Приморского района
Запорожской области
Украины.
Административный центр сельского совета находится в 
с. Вячеславка.

## История
- 1862 — дата образования.

## Населённые пункты совета
- с. Вячеславка
- с. Мариновка